# 笹生優花
笹生優花（英語：Yuka Saso，2001年6月20日—），女子職業高爾夫球運動員，在2018年亞洲運動會高爾夫比賽為菲律賓奪得首塊女子個人或團體的金牌。她在2021年入籍日本。笹生優花的父親是日本人，母親是菲律賓人。她8歲開始打球，偶像是愛爾蘭選手羅伊·麥克羅伊。

## 外部連結
- 官方网站
- 笹生優花在LPGA巡回赛官方网站
- 笹生優花在女子高爾夫世界排名官方網站